# Eduardo Sequeira
Eduardo Henrique Vieira Coelho de Sequeira ou simplesmente Eduardo Sequeira (Porto, 31 de Dezembro de 1861-30 de Novembro de 1914) foi um naturalista, herpetologista, botânico e jornalista português dos finais do século XIX e início do século XX.
Foi casado com a escritora Joaquina da Conceição Pereira Osório de Sequeira (com o pseudónimo Sofia Sousa), de quem não houve filhos.

## Obras
- «As abelhas : tratado de apicultura mobilista» (1895), Lisboa: Arquimedes Livros, 2015: Reedição da 2ª edição do titulo publicado pela Companhia Portugueza, Porto:
- «Os Répteis em Portugal» (1886);
- «A Fauna dos Lusíadas» (1887);
- «Guia dos naturalistas» (1887);
- «Ninhos e Ovos» (1888);
- «À Beira-Mar» (1889);
- «Lendas dos Vegetaes» (1892), Typ. de A. R. da Cruz Coutinho, Porto;[5]
- «Os Chrysanthemos» (1898), Bibliotheca horticolo-agricola; Porto;
- «Guia Ilustrado do Porto»;
- «Portugal Artístico» (1905), editado pela Livraria Magalhães & Moniz;
- «Teias de Aranha» (1905);
- «Botânica Recreativa» (1910), Gazeta das Aldeias, Porto.
- «Notavel transplantação de uma palmeira».
- «Esboço biographico de Adolpho Frederico Moller».

Colaborou com:
- Jornal do Porto
- Província, revista
- Jornal da Manhã
- Comércio Português
- Vida Moderna
- Jornal da Horticultura Prática
- Arquivo Rural
- Brotéria
- Gazeta das Aldeias
- Portugal Agrícola
- Lavrador
- Guia do forasteiro no Porto e Província do Minho
- Anais das bibliotecas, arquivo e museus municipais, Câmara Municipal de Lisboa (1931-1936)
- O Domingo Ilustrado (1925-1927)
- Feira da Ladra : revista mensal ilustrada (1929-1943)
- Illustração Portugueza (1884-1890)
- O Occidente : revista ilustrada (1877-1915)
- Revista municipal de Lisboa, Câmara Municipal de Lisboa (1939-1973)